# Bloedbad van Malmedy

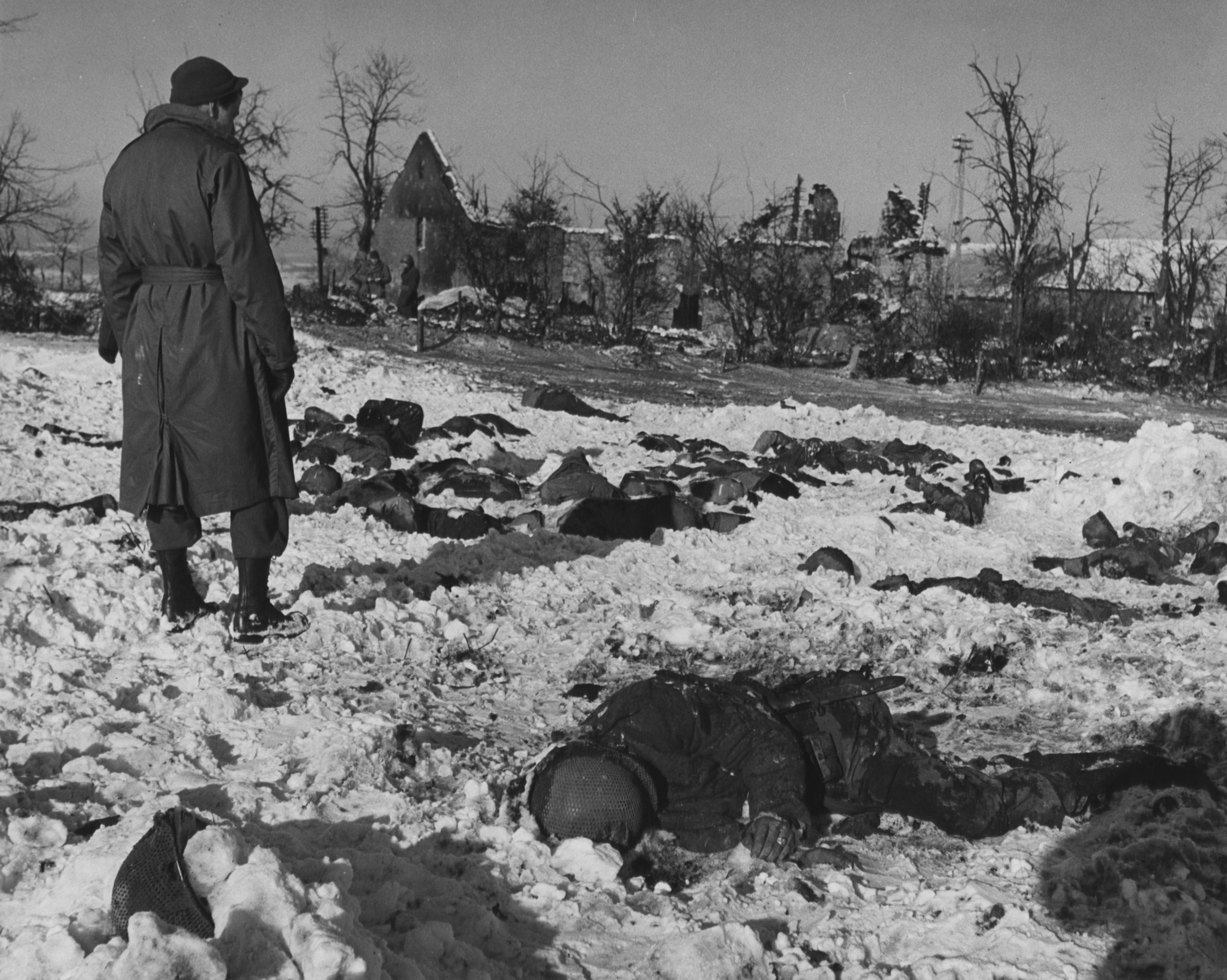
Amerikaanse soldaten ontdekken slachtoffers van het bloedbad

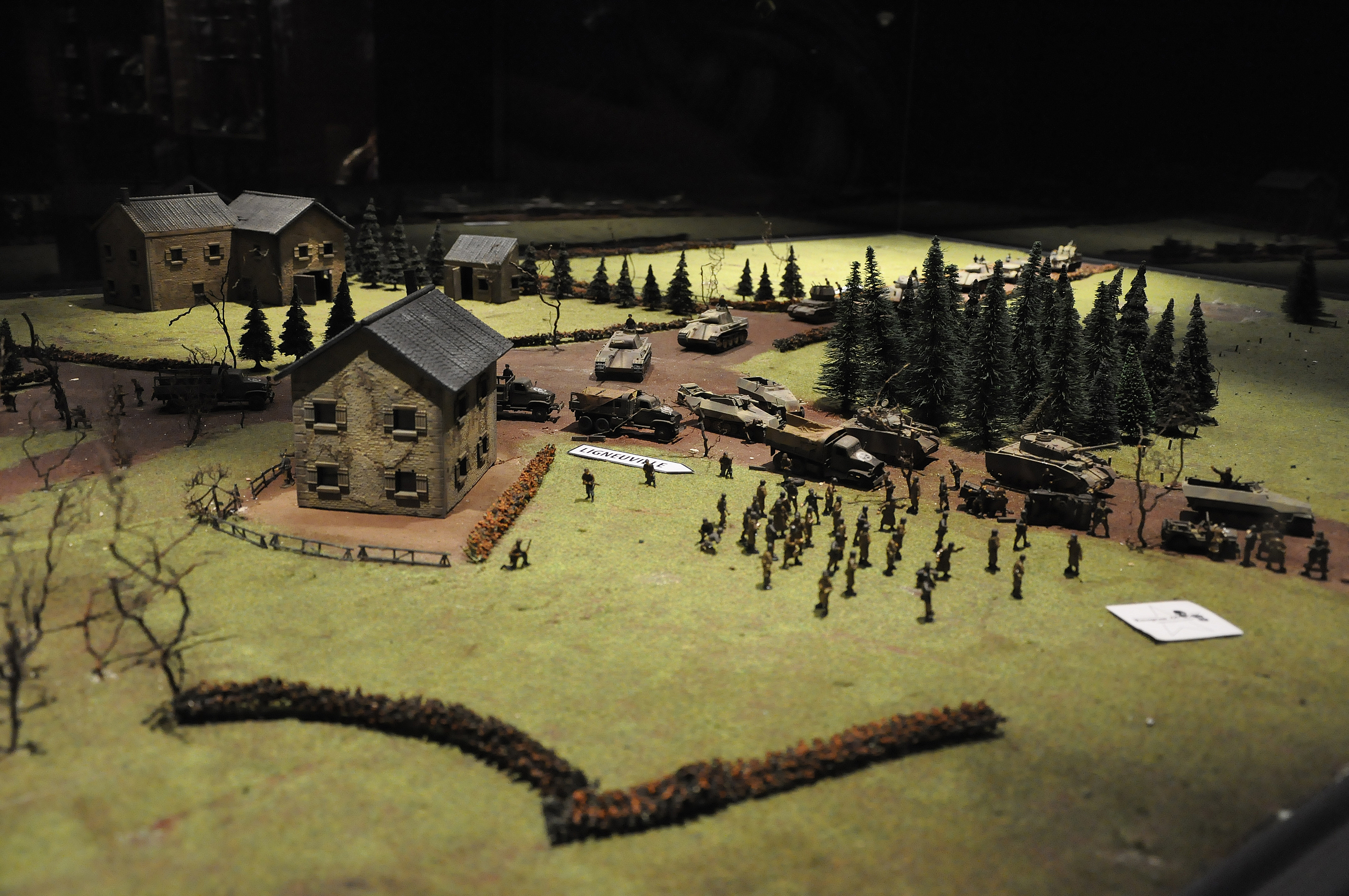
Maquette van het bloedbad met de plaats van het museum Baugnez 44 Historical Center aangeduid door het kaartje rechts

Het Bloedbad van Malmedy was een oorlogsmisdaad in de Tweede Wereldoorlog waarbij 84 Amerikaanse krijgsgevangenen werden gedood door de Duitsers. Het bloedbad vond plaats op 17 december 1944 door soldaten van de Kampfgruppe Peiper, een Duitse gevechtseenheid tijdens de Slag om de Ardennen.
Dit bloedbad was het onderwerp van een rechtszaak tijdens de Dachauprocessen in 1946.

## Context

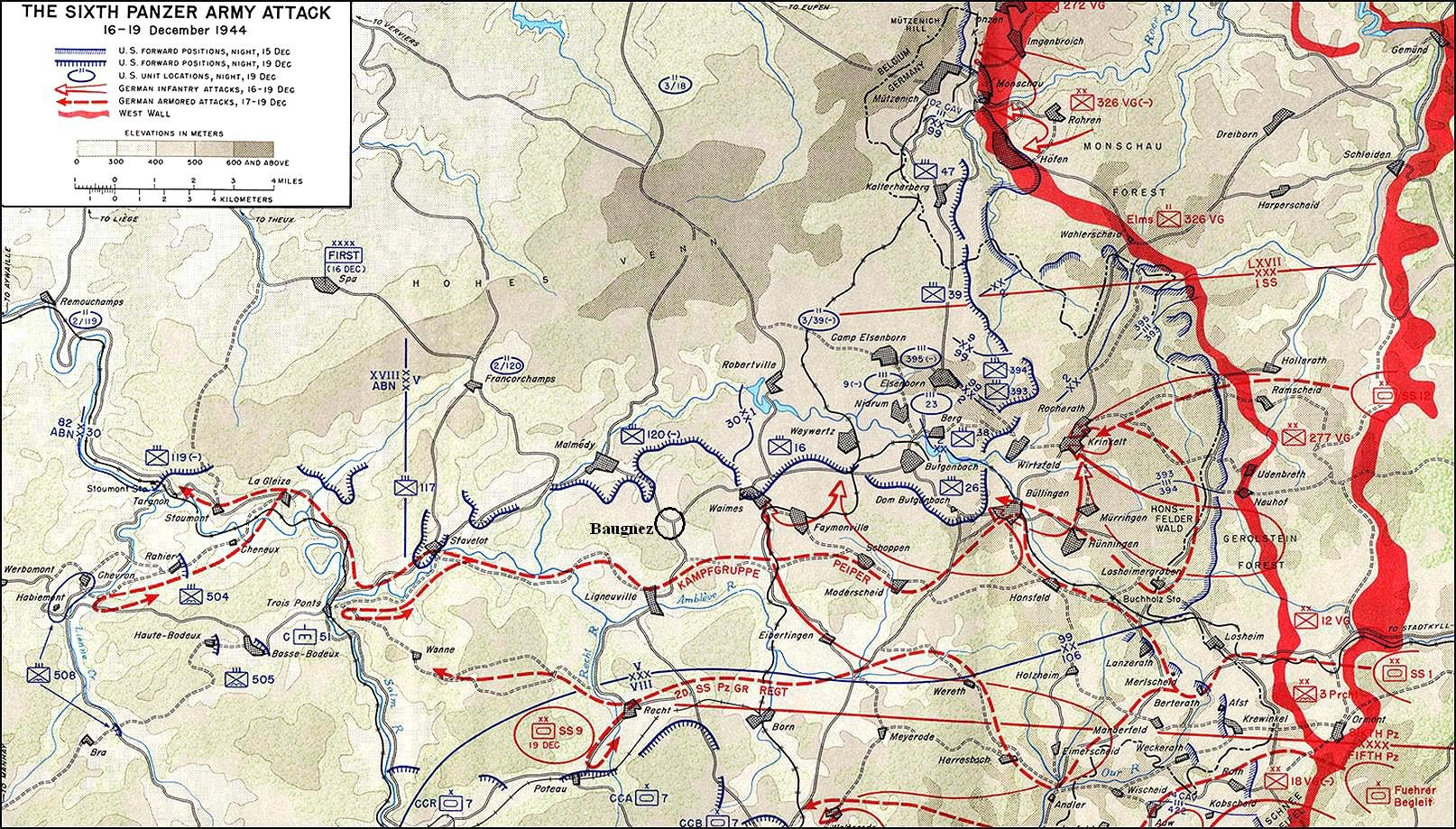
De route gevolgd door de Kampfgruppe Peiper. De kruising van Baugnez waar het bloedbad plaatsvond is zwart omcirkeld.

Tijdens de Slag om de Ardennen had het 6e Pantserleger onder bevel van generaal Sepp Dietrich de opdracht om door de geallieerde verdedigingslinies te breken tussen Monschau en Losheimergraben. Hun doel was Antwerpen te veroveren. Kampfgruppe Peiper was onderdeel van het 6e Pantserleger. Nadat de Kampfgruppe door de Amerikaanse linies was gebroken, werd het Peipers taak om de Maasbrug rond Hoei te veroveren.
De beste wegen waren gereserveerd voor de 1. SS-Panzer-Division Leibstandarte-SS Adolf Hitler. Peiper moest de secundaire wegen gebruiken, die echter onberijdbaar bleken voor de zware voertuigen van zijn Kampfgruppe. Om zijn missie te laten slagen moest Peiper snel de bruggen veroveren. Daarvoor moesten hij en zijn Kampfgruppe oprukken door een gebied dat reeds door de Amerikanen was veroverd. Een ander probleem was dat de Kampfgruppe door zijn brandstof heen raakte. Ten slotte had Hitler de opdracht gegeven de vijand angst aan te jagen met een snelle en genadeloze aanval. Sepp Dietrich bevestigde dit tijdens de rechtszaken.

## Peipers uitbraak en het eerste bloedbad
Al vanaf het begin ondervonden de Duitse operaties aan het front grote weerstand van de Amerikaanse soldaten. Peiper hoopte gebruik te kunnen maken van een bres in de verdedigingslinie op 16 december, de eerste dag van het offensief. In werkelijkheid werd hij echter opgehouden door grote verkeersopstoppingen achter het front terwijl de Duitse infanterie, die een bres in de Amerikaanse linies moest slaan, op zijn komst wachtte. Pas op 17 december lukte het de Kampfgruppe om door te breken richting Honsfeld. Hier vond het eerste bloedbad plaats. Soldaten van Peipers Kampfgruppe vermoordden tientallen Amerikaanse krijgsgevangenen.
Na Honsfeld te hebben veroverd, week Peiper een paar kilometer af van zijn toegewezen route in de hoop een brandstofdepot in Büllingen te veroveren. Daar vond later nog een slachting van krijgsgevangenen plaats. Op dit moment bevond Peiper zich achter de vijand. Als hij van Büllingen naar Elsenborn was gegaan, dan had hij twee Amerikaanse eenheden vast kunnen zetten. Peiper besloot echter terug te keren naar zijn oude route en eerst Ligneuville te veroveren. Deze beslissing bleek lastig vanwege het moeilijk begaanbare terrein en de slechte kwaliteit van de wegen. Uiteindelijk bleek het onmogelijk om direct door te reizen naar Ligneuville en was Peiper gedwongen weer van zijn route af te wijken. Hij en zijn Kampfgruppe trokken daarom richting de kruising van Baugnez, die zich bevond tussen Malmedy, Ligneuville en Waimes.

## Bloedbad bij Baugnez

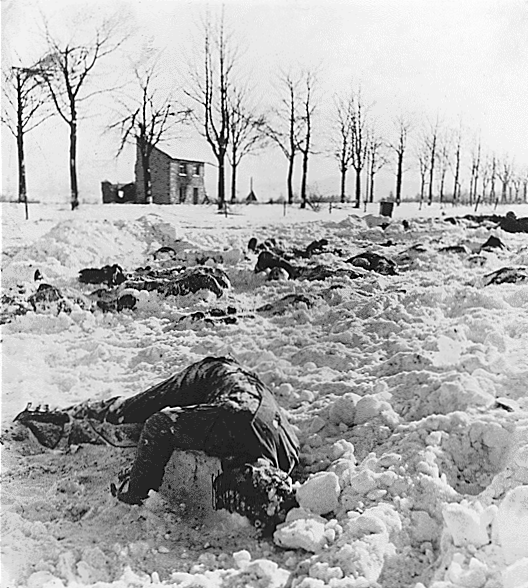
De lichamen van de slachtoffers op 15 januari 1945

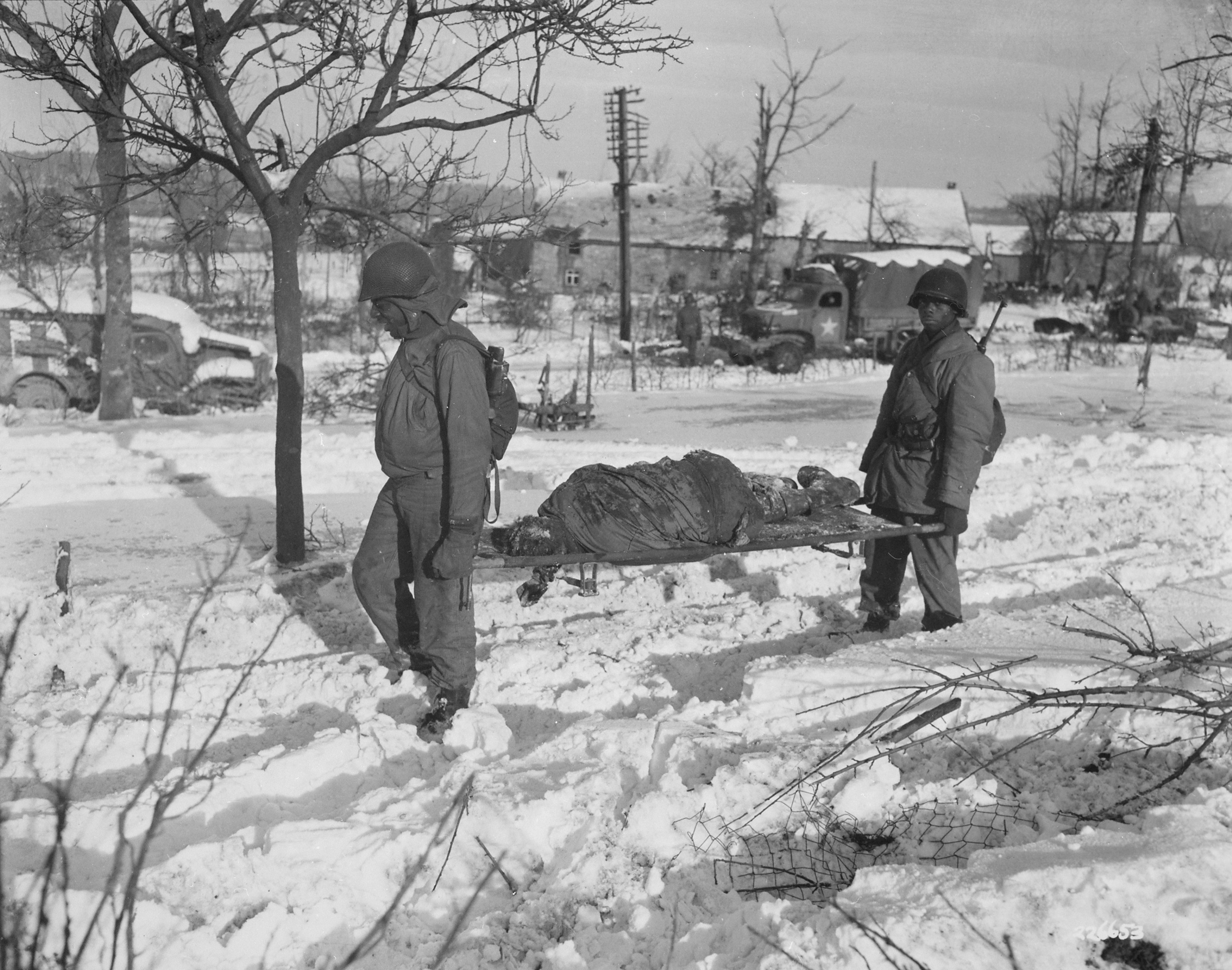
De lichamen worden naar Malmedy gebracht voor autopsie.

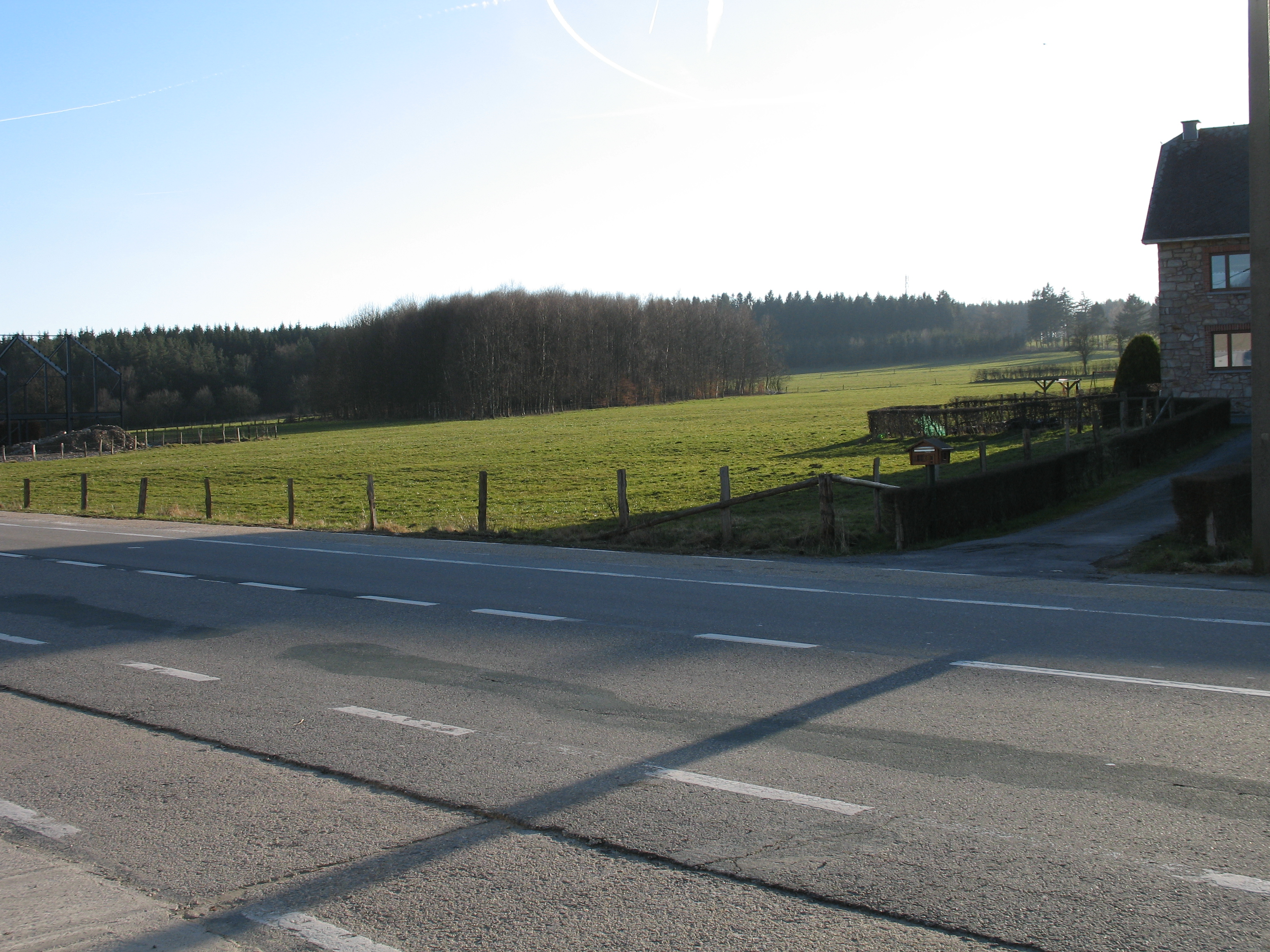
De plaats van het bloedbad, maart 2007

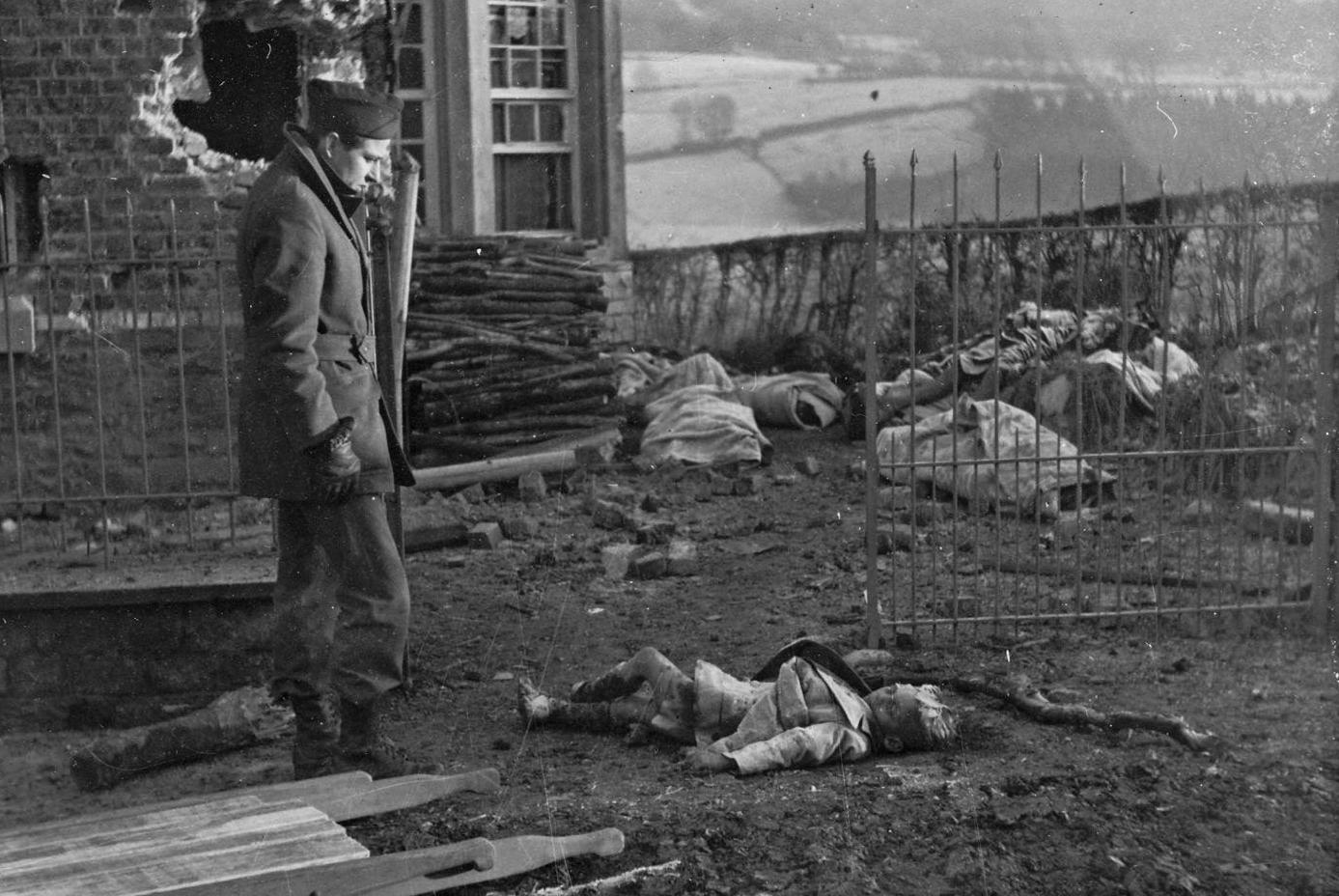
Oorlogsjournalist Jean Marin kijkt naar de slachtoffers van een bloedbad aangericht onder burgers bij een huis in Stavelot, België

Tussen 12:00 en 13:00 bereikte de Duitse Kampfgruppe de kruising. Ondertussen was een Amerikaans konvooi bestaande uit 30 voertuigen, die voornamelijk bij de 285th Field Artillery Observation Battalion (FAOB) hoorden, op weg naar Ligneuville. Het doel was zich bij Sankt Vith weer aan te sluiten bij de US 7th Armored Division. Peipers groep zag het konvooi, en opende het vuur. Door het eerste en laatste voertuig in de colonne uit te schakelen brachten de Duitsers het gehele konvooi tot stilstand. De soldaten van het konvooi hadden slechts geweren en kleine vuurwapens. Al snel moesten ze zich overgeven.
Terwijl de Kampfgruppe onder leiding van Peiper zelf verder trok richting Ligneuville, werden de gevangen Amerikanen naar een veld gebracht waar zich ook andere gevangenen bevonden. Volgens getuigen waren er honderdtwintig gevangenen aanwezig op het veld. Om nog onbekende redenen openden de Duitsers onverwacht het vuur. Algemeen wordt intussen aangenomen dat enkele gevangenen uit de achterste rijen hadden geprobeerd te ontsnappen naar het bos waarop de Duitse bewakers begonnen te schieten en een algehele paniek uitbrak. Sommigen beweren dat een aantal gevangenen erin waren geslaagd hun wapens terug te pakken en de Duitsers onder vuur namen. Van de 88 lichamen die een maand later werden gevonden, hadden ruim twintig schotwonden in het hoofd. Dit suggereerde mogelijk een executie van de zwaargewonde krijgsgevangenen.
Zodra de Duitsers begonnen te schieten, probeerden enkele gevangenen te vluchten. De meeste werden tijdens hun vluchtpoging neergeschoten, maar enkele haalden een café. De Duitsers staken het gebouw in brand, en schoten de gevangenen die het brandende gebouw probeerden te verlaten dood. Sommige gevangenen probeerden aan het bloedbad te ontkomen door zich te laten vallen en dood te houden. De Duitse troepen namen echter het zekere voor het onzekere en controleerden alle lichamen. Als er nog levende gevangenen tussen werden gevonden, werden ze alsnog gedood. Dit verklaart het relatief hoge aantal schotwonden in het hoofd.
Ondanks alles overleefden 43 gevangenen het en ze slaagden erin de Amerikaanse troepen bij Malmedy te bereiken. Direct na hun aankomst bij het front werden de overlevenden ondervraagd. Allemaal legden ze dezelfde verklaring af over het bloedbad dat had plaatsgevonden.
De eerste overlevenden van het bloedbad werden opgepikt door een patrouille van de 291st Combat Engineer Battalion rond 2:30 uur. De inspecteur-generaal van de First Army hoorde drie tot vier uur later over het bloedbad. Later die dag bereikten de verhalen over de Duitse wandaad de Amerikaanse troepen. Als gevolg hiervan besloot een Amerikaanse eenheid geen gevangenen meer te nemen, maar elke Duitser ter plekke te executeren.
Daar de kruising bij Baugnez een niemandsland was tot de geallieerden met succes een tegenaanval hadden ingezet, werden de lichamen pas rond 14 januari 1945 ontdekt. De lichamen werden gefotografeerd en meegenomen voor autopsie en identificatie. Uiteindelijk werden 72 lichamen gevonden op het veld, en nog eens 12 verderop.
Autopsie toonde aan dat ten minste twintig van de slachtoffers kogelwonden hadden in hun hoofd, veroorzaakt door een schot van op korte afstand. Enkele andere lichamen hadden slechts een enkele schotwond aan de slaap. Bovendien lagen de meeste lichamen in een klein gebied bij elkaar, wat suggereert dat de slachtoffers bij elkaar waren gebracht voor bewaking kort voor de ontsnappingspoging die leidde tot de schietpartij.

## Peiper gaat door
Na de slachtpartij op het veld bij de kruising trok de Kampfgruppe Peiper verder. Onderweg slachtten ze nog meer krijgsgevangen en ook burgers af. Leden van Peipers groep doodden ten minste nog acht andere Amerikaanse gevangenen in Ligneuville.
Vanuit Stavelot, Cheneux, La Gleize en Stoumont kwamen op 18, 19 en 20 december berichten van nog meer slachtpartijen onder Amerikaanse krijgsgevangenen. Op 19 december 1944 probeerden de Duitsers de brug over de Amblève in Stavelot in handen te krijgen. Hierbij slachtten Peipers troepen 100 Belgische burgers af.
Amerikaanse troepen konden Peiper eindelijk tegenhouden in de smalle Amblève-vallei door de bruggen aldaar op te blazen. Amerikaanse troepen omsingelden de Kampfgruppe in Stoumont en La Gleize. Peiper en 800 van zijn soldaten konden aan de Amerikanen ontkomen door weg te vluchten door een bos. Hierbij lieten ze al hun zware wapens en machines achter, waaronder verschillende Tiger II tanks.
Tijdens de slag rond La Gleize nam de Kampfgruppe Peiper de Amerikaanse officier Harold D. McCown gevangen. McCown wist van het bloedbad bij Malmedy, en confronteerde Peiper hiermee. Volgens McCown vertelde Peiper hem dat hij geen schuld had aan het bloedbad. Hij en zijn soldaten waren immers al verder getrokken toen het bloedbad plaatsvond. McCown hielp Peiper later bij diens verdediging tijdens de rechtszaken in 1946.
Kampfgruppe Peiper kon zich later herbewapenen en nam opnieuw deel aan de Slag om de Ardennen. In de gevechten erop bleef de Kampfgruppe krijgsgevangenen doden. Hoeveel slachtoffers de Kampfgruppe in totaal heeft gemaakt is niet bekend. Bronnen variëren van 538 tot 749 krijgsgevangenen.

## Nasleep en rechtszaak

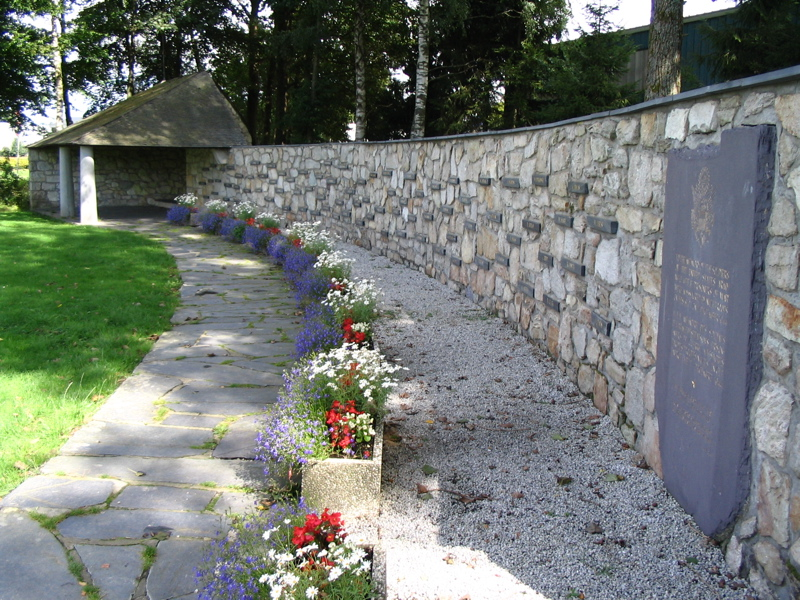
Gedenkplaat voor de slachtoffers van het bloedbad. Elke zwarte steen in de muur staat voor een slachtoffer.

De Amerikanen veroverden de plaats van het bloedbad op 13 januari 1945. Door het koude weer waren de meeste lichamen goed bewaard gebleven. De omvang van het bloedbad had niet alleen op de Amerikaanse troepen in Europa, maar ook op de Verenigde Staten een grote impact.
Het bloedbad leidde tot een reeks rechtszaken tegen Peiper en de nog levende leden van zijn Kampfgruppe. De hoogste officier die terechtstond was generaal Sepp Dietrich, commandant van het 6e Pantserleger waar Peipers eenheid deel van uitmaakte. Meer dan 70 mensen moesten voor de rechtbank verschijnen. De rechter legde aan 43 van hen de doodstraf op, maar deze werden nooit uitgevoerd. 22 anderen kregen levenslang, en acht een kortere gevangenisstraf.
Na de uitspraak werd de manier waarop de rechtbank had gehandeld onderwerp van discussie. Eerst in Duitsland en later ook in de Verenigde Staten. De zaak werd voorgelegd aan het Hooggerechtshof, dat echter geen uitspraak kon doen. De zaak werd vervolgens onder de loep genomen door een sub-comité van de Amerikaanse Senaat. Een jonge senator uit Wisconsin, Joseph McCarthy, gebruikte de situatie in zijn voordeel om zijn politieke profiel te vergroten. Hij nam de verdediging van de veroordeelde mannen op zich door te beweren dat de rechtbank hen geen eerlijk proces had gegeven.
Nog voordat de senaat de zaak goed kon bekijken, waren veel van de opgelegde doodstraffen al ongedaan gemaakt door extra rechtszaken uitgevoerd door het Amerikaanse leger. Alle veroordeelde gevangenen werden in de loop van de jaren vijftig vrijgelaten. De laatste die vrij kwam, was Peiper, in december 1956. In 1976 kwam hij om toen oud-leden van het verzet zijn huis in Frankrijk platbrandden.
Uiteindelijk werd op 6 juli 1948 een grote rechtszaak gerelateerd aan de oorlogsmisdaden tegen de inwoners van Stavelot. Dit gebeurde voor een Belgische rechtbank in Luik. Tien mannen die onderdeel uitmaakten van Kampfgruppe Peiper stonden terecht. Een werd vrijgesproken. De anderen werden wel schuldig bevonden en kregen straffen opgelegd van 10 tot 15 jaar.

## In de populaire cultuur
Het bloedbad werd gebruikt in Amerikaanse propaganda tegen nazi-Duitsland. Pas meer dan 30 jaar later werd de these van de vluchtpoging als meer waarschijnlijk aangevoerd. Het bloedbad werd ook gebruikt in minstens twee films: Battle of the Bulge (1965) en Saints and Soldiers (2004).

## Museum
Op 17 december 2007 werd het museum Baugnez 44 Historical Center geopend ter herinnering aan het bloedbad. Het sloot op 9 januari 2023 definitief de deuren.